# Jorge Ibargüengoitia
Jorge Ibargüengoitia Antillón, född 22 januari 1928 i Guanajuato,  död 27 november 1983 i Mejorada del Campo, var en mexikansk författare. 
Han studerade i New York med bidrag från Rockefeller Foundation samt var professor i UNAM och UDLAP.
Han dog i flygolyckan Avianca Flight 011.

## Verk

### Teater
- Susana y los jóvenes (1954)
- La lucha con el ángel (1955)
- Clotilde en su casa, como Un adulterio exquisito (1955)
- Ante varias esfinges (1959)
- El viaje superficial (1960)
- El atentado – Premio Casa de las Américas, 1963
- La conspiración vendida (1975)
- Los buenos manejos (1980)

### Roman
- Los relámpagos de agosto (1965)
- Maten al león (1969)
- Estas ruinas que ves (1975)
- Las muertas (1977)
- Dos crímenes (1979)
- Los conspiradores (1981)